# Macov
Macov (maďarsky Macháza) je obec v okrese Dunajská Streda na Slovensku. Obec se nachází v centrální části Žitného ostrova, části slovenské Podunajské nížiny.

## Historie
Místo je poprvé písemně zmíněno v roce 1367 jako Machhaza, patřilo k panství bratislavského hradu (tehdy Pressburg). V roce 1440 se část dostala do držení rodu Bittó, který ji držel až do 17. století. V roce 1574 žily v obci čtyři poddanské rodiny, v roce 1715 byli celkem tři poplatníci. V roce 1828 zde bylo sedm domů a 64 obyvatel, jejichž hlavním zdrojem příjmů bylo zemědělství. Do roku 1918 bylo území obce součástí Uherska. Na základě první vídeňské arbitráže bylo v letech 1938 až 1945 součástí Maďarska. V letech 1976 až 1990 byl Macov součástí obce Trnávka. Při sčítání lidu v roce 2011 žilo v obci 237 obyvatel, z toho 96 Slováků, 93 Maďarů, 28 Čechů, dva Moravané a jeden Němec. Jeden obyvatel uvedl jinou národnost a 16 obyvatel národnost neuvedlo.